# Robert Abbot
Robert Abbot (Guildford, 1560 circa – Salisbury, 1618) è stato un teologo e vescovo anglicano inglese.
Fratello dell'arcivescovo George e di Sir Maurice, fu predicatore, cappellano di Giacomo I d'Inghilterra, professore all'Università di Oxford e vescovo di Salisbury.
Come teologo scrisse, tra il 1606 e il 1609, Defence of the reformed catholics. In polemica con i cattolici invece scrisse nel 1604 Antichristi demonstratio contro Bellarmino e nel 1613 Antilogia contro il gesuita Henry Garnet, coinvolto nella congiura delle polveri, e il suo difensore Eudaemon Johannes.

## Genealogia episcopale
La genealogia episcopale è:
- Arcivescovo George Abbot
- Vescovo Robert Abbot